# Malaui en los Juegos Paralímpicos de Río de Janeiro 2016
Malaui estuvo representado en los Juegos Paralímpicos de Río de Janeiro 2016 por una deportista femenina. El equipo paralímpico malauí no obtuvo ninguna medalla en estos Juegos.